# 外村彰
外村 彰（とのむら あきら、1942年4月25日 - 2012年5月2日）は、日本の物理学者・工学者。工学博士、理学博士。
日立製作所で電子顕微鏡、電子線ホログラフィーの研究開発に従事。アハラノフ＝ボーム効果を実験的に検証することに成功した。
日本学士院賞恩賜賞受賞。文化功労者。日本学士院会員。米国科学アカデミー外国人会員。

## 人物・来歴
1942年、兵庫県西宮市生まれ。東京都立新宿高等学校を経て1965年東京大学理学部物理学科を卒業、日立製作所に入社した。同社中央研究所で電子顕微鏡開発に携わる。
電子線の干渉による顕微鏡像を得る「電子線ホログラフィ」で先駆的な業績を挙げ、世界で初めて実用化に成功した。1975年学位論文「電子線ホログラフィーに関する研究」で名古屋大学より工学博士の学位を取得。
この成果を利用して、1982年、1986年にアハラノフ＝ボーム効果の実験的な検証に取り組んだ。特に1986年の検証は、同効果の存在を証明する決定的証拠となっている。他にも強磁性体中の磁力線の直接観察、超伝導体中の磁束量子が移動する様子を世界で初めて観察するなど、電子顕微鏡学で大きな業績を挙げた。
また量子力学の導入的説明で用いられる題材の「二重スリットの電子の通過」の追試も行った。
1990年株式会社日立製作所基礎研究所主管研究長、1999年株式会社日立製作所フェロー。理化学研究所フロンティアシスム単量子操作グループグループディレクタ兼任。2002年東京電機大学大学院理工研究科客員教授、2003年日本顕微鏡学会会長、2005年沖縄科学技術研究基盤整備機構新大院先行的事業電子線ホログラフィーユニット代表研究者。2011年沖縄科学技術大学院大学教授。
工学博士（名古屋大学）、理学博士（学習院大学）。米国科学アカデミー外国人会員。日本学術会議議員。
ノーベル物理学賞の有力候補に名前を挙げられ続けていたが、2012年5月2日午前0時8分、膵臓癌のため埼玉県内の病院で死去した。70歳没。

## 社会的活動
- 株式会社日立製作所 フェロー（1999年）
- 独立行政法人理化学研究所 フロンティア研究システム単量子操作研究グループ グループディレクター
- 独立行政法人沖縄科学技術研究整備機構 代表研究者
- 新技術事業団「位相情報プロジェクト」総括責任者（1989年）
- 日本学術振興会21世紀COEプログラムプログラム委員会委員（2006年度）

## 顕彰
- 光学論文賞（応用物理学会、1980年）
- 瀬藤賞（日本電子顕微鏡学会（現・日本顕微鏡学会）、1980年）
- 金属組織写真賞（日本金属学会、1981年）
- 仁科記念賞（1982年）
- 朝日賞（1987年）[5]
- 日本学士院賞・恩賜賞（1991年）
- ベンジャミン・フランクリン・メダル（フランクリン協会、1999年）
- 米国科学アカデミー（物理）外国人会員（2000年）
- 文化功労者（2002年）[6]
- 日本学士院会員（2007年）

## 著書
- 『電子波で見る世界 電子線ホログラフィー』丸善 Frontier science series、1985年11月、ISBN 9784621030271
- 『電子線ホログラフィー ミクロの情報をつかむ新技術 』オーム社 新Ohm文庫、1985年12月、ISBN 9784274030963
- 『電子顕微鏡技術』外村彰・黒田勝広、丸善 Maruzen advanced technology、1989年11月、ISBN 9784621033951
- 『量子力学を見る 電子線ホログラフィーの挑戦』岩波書店 岩波科学ライブラリー、1995年9月、ISBN 9784000065283
- 『ゲージ場を見る―電子波が拓くミクロの世界』講談社、1997年3月、ISBN 4062571625
- 『量子力学への招待』岩波書店 岩波講座 物理の世界 量子力学(1)、2001年11月、ISBN 4000111094
- 『目で見る美しい量子力学』、サイエンス社、2010年9月、ISBN 978-4-7819-1263-9
- 『Electron Holography, 2nd edition』A. Tonomura, Springer, Springer Series in Optical Sciences, 1999年8月, ISBN 3540645551